# Saint-Germain-de-Belvès
Saint-Germain-de-Belvès é uma comuna francesa na região administrativa da Nova Aquitânia, no departamento Dordonha. Estende-se por uma área de 7,2 km². Em 2010 a comuna tinha 184 habitantes (densidade: 25,6 hab./km²).